# Эшколь, Леви

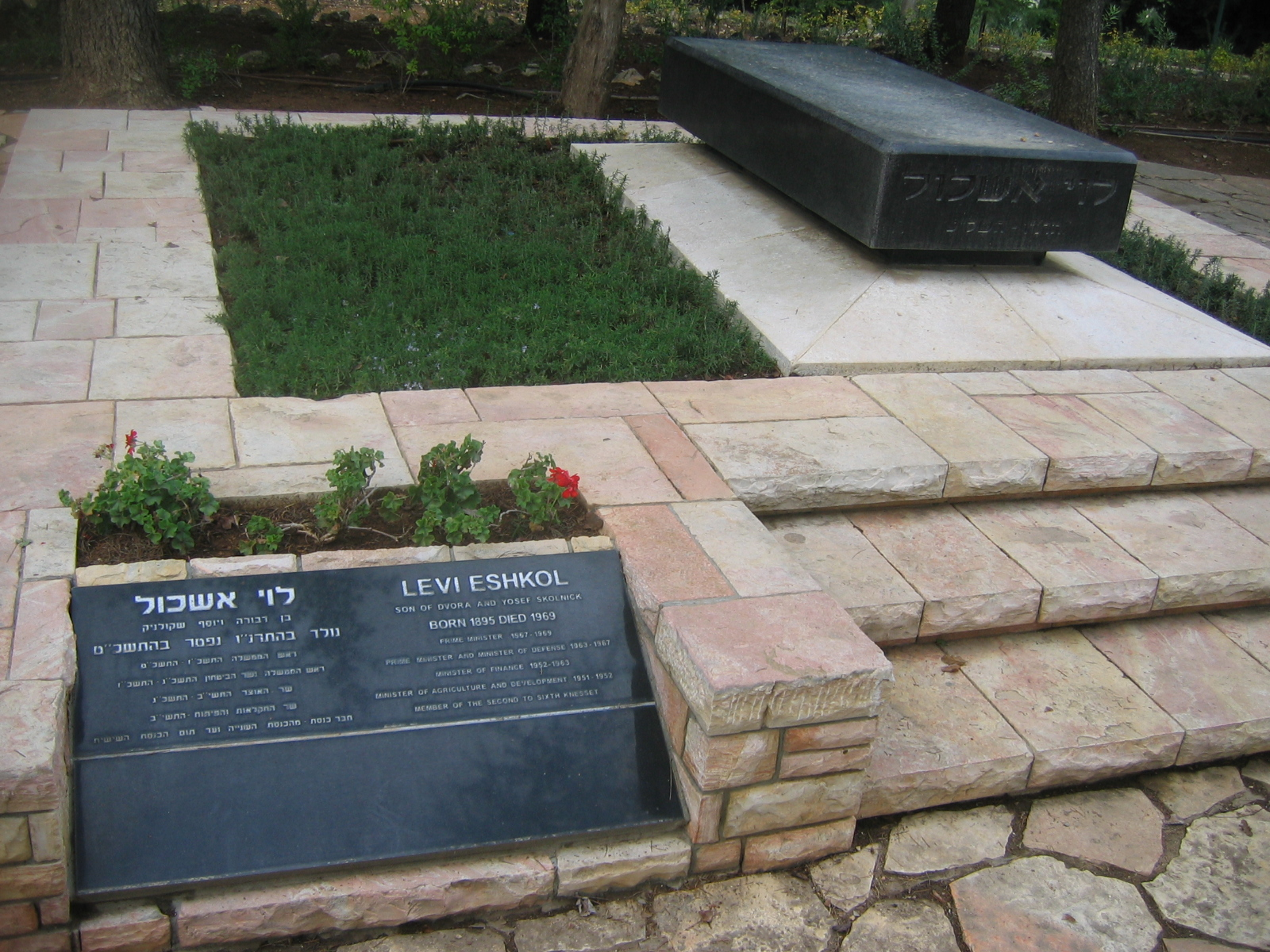
Могила Леви́ Эшко́ль на Холме Герцля в Иерусалиме.

Леви́ Эшко́ль (ивр. לֵוִי אֶשְׁכּוֹלо файле‎; при рождении Ле́йви-Ицха́к Шко́льник, идиш לוי יצחק שקולניק‎, укр. Лейві-Іцхак Школьник; 25 октября 1895, местечко Оратов, Киевская губерния, Российская империя — 26 февраля 1969, Иерусалим, Израиль) — израильский государственный деятель, третий премьер-министр Израиля (1963—1969).

## Биография

### Ранние годы и британский мандат
Родился в семье Дворы Краснянской и Иосифа Школьника. Мать Леви происходила из известного хасидского рода. Отец был управляющим имения. Обе семьи были ориентированы на бизнес и являлись владельцами сельскохозяйственных предприятий, включая мукомольные заводы, промышленные предприятия и предприятия, связанные с лесным хозяйством.
В детстве посещал хедер. В 1911 году был принят в еврейскую гимназию в Вильно. В 16 лет он вступил в молодёжную сионистскую организацию «Цеирей Цион». В 1913 году вступил в сионистскую организацию Ха-Поэль ха-Цаир.
В возрасте 18 лет иммигрировал в Палестину. Сначала он поселился в Петах-Тикве и работал на установке оросительных туннелей в местных садах, включился в рабочее движение и был избран членом местного профсоюза. В 1915—1917 годах был одним из ведущих членов профсоюза рабочих Иудеи. Во время Первой мировой войны служил в Еврейском легионе. В 1920 году стал одним из основателей Гистадрута и основателем Хаганы, был членом её первого национального высшего командования (1920—1921). Также выступил организатором «Союза работников сельского хозяйства», избирался в состав исполнительного комитета «Еврейского агентства».
В 1933—1934 годах от имени Всемирной сионистской организации и «Гехалуца» работал в Берлине. В течение этого времени он вёл переговоры с немецкими властями по «Соглашению Хаавара». По возвращении в Палестину в 1934 году он был назначен директором компании Nir, которая предоставляла средства для новых сельскохозяйственных поселений. В 1937 году вёл переговоры об иммиграции немецких евреев в Палестину.
С 1930 года лоббировал создание национальной водной компании, представляя бюджетные планы перед Всемирной сионистской организацией в 1933 и 1935 годах. С 1937 по 1951 год возглавлял национальную водную компанию «Мекорот», к 1947 году под его руководством было задействовано более 200 километров водопроводных линий.
С 1940 по 1948 год вновь входил в состав высшего командования Хаганы и отвечал за финансы организации, занимался приобретением оружия во время арабо-израильской войны 1948 года. В 1942—1944 годах занимал пост генерального секретаря партии «МАПАЙ».
В годы Второй мировой войны выступал за приём евреев на британскую военную службу. В 1945—1946 годах являлся представителем Хаганы в руководстве Еврейского движения сопротивления.
С 1944 по 1948 год занимал пост генерального секретаря Тель-Авивского рабочего совета. Входил в комитеты обороны Негева и Ишува. Затем был назначен Давидом Бен-Гурионом руководителем национального центра по набору персонала, который заложил основы формирования Армии обороны Израиля после обретения независимости Государством Израиль в мае 1948 года.

### В Государстве Израиль
С мая 1948 по январь 1949 года занимал пост генерального директора министерства обороны. Во время массовой иммиграции в Государство Израиль (1949—1950) возглавлял отдел поселений в «Еврейском агентстве», впервые предложил идею расселения большого количества этих иммигрантов на вновь созданных сельскохозяйственных фермах.
С 1951 года до конца жизни избирался членом Кнессета. Член Пальмаха.
В 1950—1951 годах — министр обороны. Один из создателей оборонной промышленности Израиля. В 1951—1952 годах — министр сельского хозяйства. В 1952—1963 годах — министр финансов Государства Израиль. На этом посту в 1954 году завершил разработку закона о создании Банка Израиля. Также курировал реализацию экономического плана Каплана 1952 года, а также реализацию Соглашения о репарациях между ФРГ и Израилем, подписанного в сентябре 1952 года. В 1957 году он начал переговоры с Европейским экономическим сообществом об интеграции Израиля на его рынки, что в конечном итоге привело к подписанию в 1964 году первого коммерческого соглашения между двумя организациями. В 1962 году он представил новый экономический план.
На парламентских выборах 1959 года координировал национальную кампанию «МАПАЯ» с местными партийными отделениями. Он также был назначен председателем комитета партии по социальным вопросам. Поскольку внутрипартийная напряжённость росла из-за «дела Лавона», его попросили выступить в качестве арбитра. В 1961 году Бен-Гурион решил подать в отставку с поста премьер-министра и рекомендовал Эшколя в качестве преемника, однако партия эту отставку не приняла.

#### Премьер-министр
В 1963 году Бен-Гурион всё же ушёл с поста премьер-министра, и Эшколь стал новым главой правительства. Вследствие разногласий по «делу Лавона» в 1965 году обострились его отношения с Бен-Гурионом, во внутрипартийной борьбе сильнее оказались позиции Эшколя. Он пошёл на сближение с движением Херут. В 1965 году это движение объединилось с Либеральной партией и сформировало политический блок «ГАХАЛ». В этот период он выступил одним из учредителей партии «Маарах». Тем не менее Бен-Гурион, опираясь на своё влияние в качестве отца-основателя Израиля, продолжал подрывать авторитет Эшколя в течение всего срока его полномочий в качестве премьер-министра, изображая его как бесхребетного политика, неспособного справиться с трудностями в области безопасности Израиля.
Его первый срок пребывания в должности ознаменовался непрерывным экономическим ростом. В 1964 году был создан Всеизраильский водопровод. Последующая «мягкая посадка» перегретой экономики посредством рецессивной политики привела к резкому спаду экономической активности. В централизованной плановой экономике Израиля не было механизмов для саморегулирования, в результате в 1966 году безработица достигла 12 %, однако рецессия в конечном итоге послужила устранению фундаментальных экономических недостатков и способствовала последующему восстановлению 1967—1973 годах.
В области внешней политики работал над установлением дипломатических отношений с Западной Германией, что произошло в 1965 году, а также культурных связей с Советским Союзом, что позволило некоторым советским евреям иммигрировать в Израиль. Был первым премьер-министром Израиля, приглашённым с официальным государственным визитом в Соединённые Штаты в мае 1964 года. Вместе с администрацией президента Линдона Джонсона подписал так называемый меморандум о взаимопонимании Эшкол-Комера относительно ядерного оружия Израиля.
В 1964 году инициировал торжественное перезахоронение в Израиле праха Зеэва Жаботинского, основателя ревизионистского сионизма, умершего в Нью-Йорке в 1940 году до создания государства и завещавшего похоронить себя в Израиле. Перед началом Шестидневной войны в течение июня 1967 года, сформировал первое правительство национального единства в блоке с «Гахал». Война, в конечном счёте, изменила политическую карту, и главным политическим вопросом стал вопрос территорий, занятых Израилем в ходе войны: Синайский полуостров, сектор Газа, Иудея, Самария и Голанские высоты. Последствием войны было также то, что ООП и другие палестинские организации усилили террористические атаки против Израиля и израильских объектов за границей.

### Смерть
3 февраля 1969 года перенёс инфаркт, после того, как он оправился от него и вернулся на работу, перенёс повторный инфаркт и скончался 26 февраля 1969 года в 8:20.

## Семья
Первой женой Эшколя была Ривка Маршак, на которой он женился в Дгании. После рождения дочери Ноа они развелись, и Эшколь вторично женился на Элишеве Каплан. С Элишевой у него было три дочери — Двора, Ривка и Тамар. В 1959 Элишева скончалась.
В 1964 году Леви Эшколь женился на Мириам Зеликович, работавшей в библиотеке Кнессета.

## Память
В честь Леви Эшколя названы Парк Эшколь вблизи Беер-Шевы, а также район Рамат Эшколь в Иерусалиме.

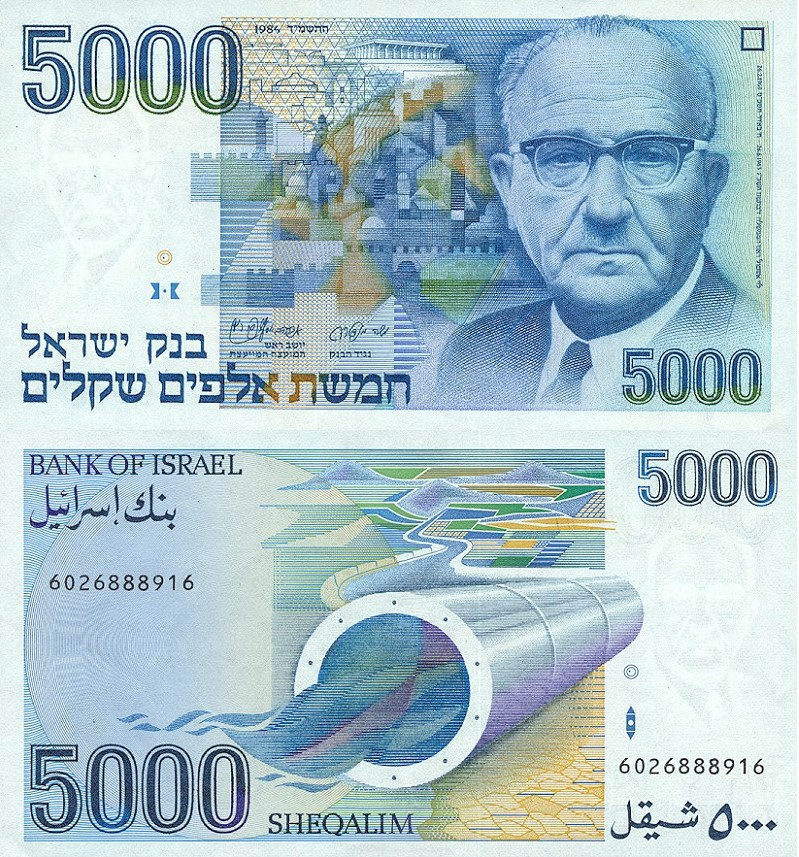
Банкнота достоинством 5000 шекелей 1984 года выпуска, посвящённая Леви Эшколю
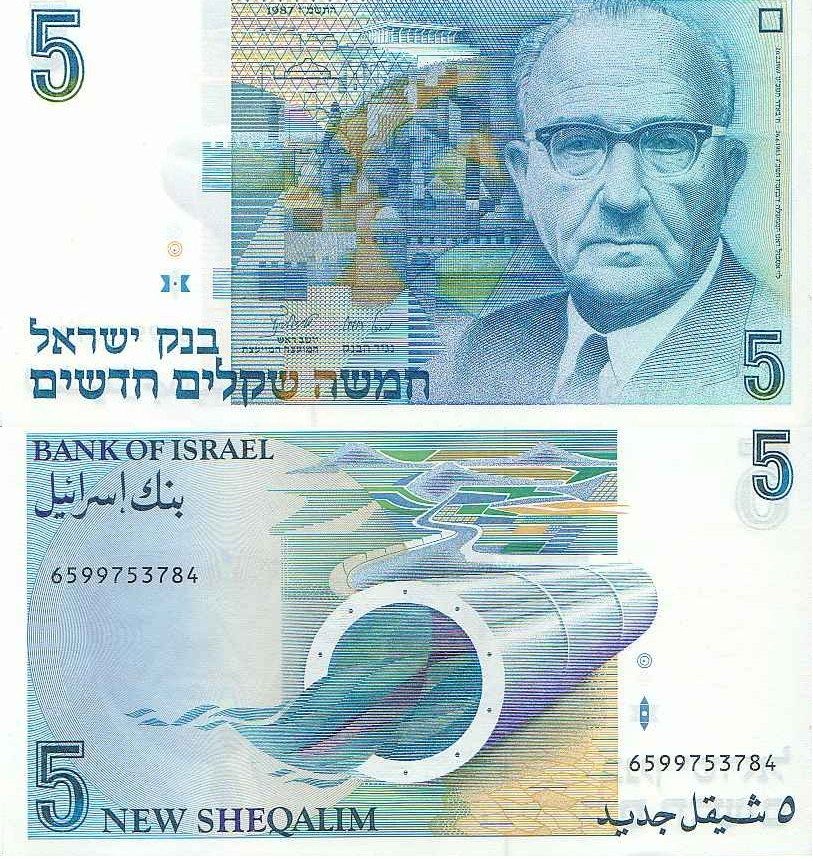
Банкнота достоинством 5 новых шекелей 1987 года выпуска, посвящённая Леви Эшколю

## Награды и звания
- Большой крест Национального ордена Чада (1965)
- Большой крест Национального ордена Республики Берег Слоновой Кости (1966)
- Большой крест Национального ордена Мадагаскара (1966)
- Большой крест никарагуанского ордена Рубена Дарио (1966)
- Большой крест тоголезского ордена Моно
- Большой крест Национального ордена Дагомеи
- Адмирал штата Небраска (США) (1965)
- Почётный гражданин штата Техас (1966)

Почётный гражданин городов: Тират-Кармель (1965), Кирьят-Гат (1965), Нацрат-Иллит (1965), Беэр-Шева (1965), Бейт-Шеан (1965), Афула (1965), Димона (1967), Ашдод (1968), Иерусалим (1968), Петах-Тиква (1968). Американских городов: Филадельфия и Чикаго (1964).
Почётный доктор: Еврейского университета в Иерусалиме (1964), Университета Рузвельта в Иллинойсе (1964), Иешива-университета (1964), Университета Либерии в Монровии (1966) и Хибру юнион колледжа в Нью-Йорке (1968).
Почётный член Национального союза работников сельского хозяйства (1967).